# 曹棉英
曹棉英（1967年—），浙江海盐人，汉族，中华人民共和国政治人物、第十一届全国人民代表大会浙江地区代表。

## 生平
毕业于北京体育大学运动训练专业，是中共党员。她曾于1996年亚特兰大奥运会上获得女子双人双桨银牌，退役后担任国家赛艇队女子组主教练。2008年起担任全国人大代表。